# Жири (Словенија)
Жири (словен. Žiri) је градић и управно средиште истоимене општине Жири, која припада Горењској регији у Републици Словенији.
По попису становништва из 2011. године насеље Жири имало је 3.588 становника.